# Письменность маори

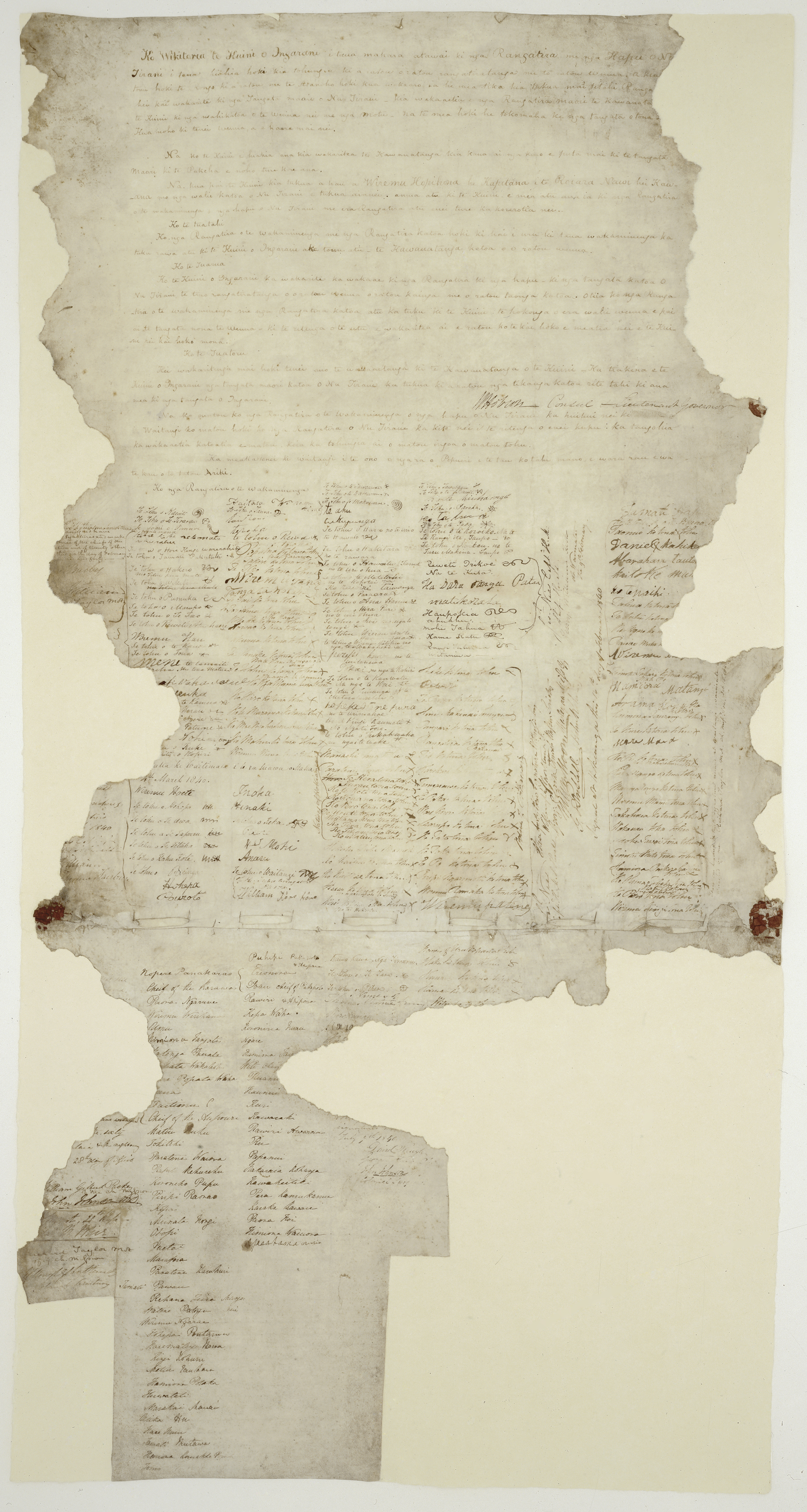
Договор Вайтанги, версия на маори

Письменность у языка маори появилась в начале XIX века; среди полинезийских языков маори — один из первых письменных и один из лидеров по количеству написанных на нём текстов. Для записи маори используется 15 символов латинского алфавита, включая два диграфа, а долгота гласных обозначается макронами.
Договор Вайтанги 1840 года был записан в орфографии, очень близкой к современной, за исключением обозначения /f/ и /w/ одной и той же буквой — w — и пропуска долготы гласных.

## Буквы
Алфавит включает следующие 15 букв:
| Буква | Название | Фонема |
| ----- | -------- | ------ |
| A a   | a        | a      |
| E e   | e        | e      |
| H h   | ha       | h      |
| I i   | i        | i      |
| K k   | ka       | k      |
| M m   | ma       | m      |
| N n   | na       | n      |
| Ng ng | nga      | ŋ      |
| O o   | o        | o      |
| P p   | pa       | p      |
| R r   | ra       | r      |
| T t   | ta       | t      |
| U u   | u        | u      |
| W w   | wa       | w      |
| Wh wh | wha      | f      |

Долгие гласные (не считаются отдельными буквами): ā, ē, ī, ō, ū.

## История
Орфография как таковая появилась у языка маори после 1820 года; до этого слова маори записывали путешественники, не имеющие соответствующего образования, ввиду чего передача «туземных слов» сильно страдала: так, например, исследователь Джон Бултби записал слово kurī «собака» как gòoree, а ka riri «злой» — как cārditti (использование t/d для передачи /t/, p/b для /p/ и k/g для /k/ можно объяснить отсутствием придыхательности у глухих взрывных согласных в то время, а варианты l, r, d для передачи /r/ отражают вариативность артикуляции этого звука).
Более-менее последовательная орфография у языка маори появилась в 1820 году во второй книге Томаса Кендалла, хотя там периодически опускаются /h/, для записи /r/ применяются и r, и d, а u и ou смешиваются. Орфография Кендалла вызвала недовольство миссионеров, желавших записывать слова маори ближе к английской орфографии, однако его система получила наибольшее распространение.
Система записи согласных и кратких гласных не менялась с 1840-х годов, отклонения от неё встречаются только при записи диалекта Южного острова.

## Обозначение долгих гласных
Орфографическое обозначение долгих гласных на письме отсутствовало до последнего времени. Влиятельный лингвист Брюс Биггс был сторонником удвоения долгих гласных (kaakaa вместо kākā), однако в 1987 году Языковая комиссия маори постановила, что для обозначения долготы следует пользоваться макронами, ввиду чего этот способ преобладает.
Первым в 1842 году макроны для указания произношения слов языка маори стал использовать Роберт Монселл, однако ни Монселл, ни его последователи не применяли макроны орфографически. Удвоение гласного также встречается ещё в работах XIX века, но исключительно как транскрипционный знак. В ранних изданиях словаря Уильямса (первое издание 1844 года) долгота гласных опущена, но зато указано ударение.

## Прочее
Разногласия вызывает использование пробелов для отделения слов и дефисов для отделения морфем. Языковая комиссия маори рекомендует отделять дефисами морфемы в составе топонимов (Ngongo-tahā). Иногда при записи встречается слияние в группах частиц, имеющих независимое от компонентов значение (noa «всего лишь; вплоть до» + iho «вниз» = noa iho «только», также noiho).
Обозначение /f/ диграфом wh объясняется тем, что большинство миссионеров работали на Северном острове, где реализация этой фонемы отличалась от английской. При этом в диалекте Южного острова часто записывали f, а не wh.